# Greatest Hits (Fleetwood Mac)
Greatest Hits è una raccolta di successi dei Fleetwood Mac, uscito nel 1988.

## Tracce
1. Rhiannon – 4:11
2. Go Your Own Way – 3:37
3. Don't Stop – 3:11
4. Gypsy – 4:22
5. Everywhere – 3:41
6. You Make Loving Fun – 3:31
7. Big Love – 3:38
8. As Long as You Follow – 4:11
9. Say You Love Me – 4:09
10. Dreams – 4:15
11. Little Lies – 3:37
12. Oh Diane (Buckingham) – 2:33
13. Sara – 6:25
14. Tusk – 3:26
15. Seven Wonders (Nicks, Sandy Stewart) – 3:33
16. Hold Me – 3:44
17. No Questions Asked – 4:41